# Rød regn i Kerala
Rød regn i Kerala var et fænomen, som blev observeret sporadisk fra 25. juli til 23. september 2001, i det sydlige af staten Kerala i Indien. Kraftige farvede regnbyger fandt sted, og bygerne var primært rødlige og lignede blod. Gullig, grønlig og sortfarvet regn blev også rapporteret.
Oprindelig formodedes det, at regnen var blevet farvet af nedfald fra en hypotetisk meteor, men den indiske regering gennemførte et undersøgelse, der fandt at regnen var blevet farvet af lokale algesporer. Pludselig i det tidlige 2006, fik Keralas farvede regn verdensomspændende opmærksomhed efter medierapporter om formodningen om at de farvede partikler i regnvandet var ikke-jordiske celler fremført af Godfrey Louis og Santhosh Kumar fra Mahatma Gandhi University i Kottayam.

## Regnen
Keralas farvede regn faldt første gang den 25. juli 2001 i distrikterne Kottayam og Idukki i de sydlige dele af staten. Nogle rapporter indikerede at også andre regnfarver blev set. Mange forekomster af rødfarvet regn blev rapporteret de følgende 10 dage, og herefter svandt forekomstfrekvensen indtil sent i september.
Ifølge lokale blev den første farvede regn forudgået af et kraftigt tordenknald og lysglimt.
Regnens farvning skyldtes røde partikler i suspension, og der faldt nogle gange regn med så meget rødfarvning, at det lignede blod. Den farvede regn faldt typisk over mindre arealer på omkring nogle få km² og nogle gange var det så afgrænset, at normal regn faldt bare nogle få meter fra den røde regn. De røde regnbyger varede typisk mindre end 20 minutter.

## Tidlige rapporter
| Grundstof | Vægt % |
| --------- | ------ |
| aluminium | 1,00   |
| kalium    | 0,26   |
| magnesium | 1,48   |
| calcium   | 2,52   |
| natrium   | 0,49   |
| jern      | 0,61   |
| silicium  | 7,50   |
| carbon    | 51,00  |
| fosfor    | 0,08   |

Kort efter de første tilfælde af rødfarvet regn blev der rapporteret i medierne, at videnskabsfolk ved Centre for Earth Science Studies (CESS) og Tropical Botanical Garden and Research Institute (TBGRI) havde fundet ud af, at de rødfarvende partikler var en slags sporer. I november 2001, udgav en gruppe nedsat af den indiske regering, Department of Science & Technology, CESS og TBGRI en rapport, der konkluderede at Keralas regn var blevet farvet af algesporer, som kunne vokse i et vækstmedium til lav-alger(?) og at sporerne var af Trentepohlia-slægten. Denne alge blev kædet sammen med lav fra træer i Changanacherry-området.
Rapporten oplyste også, at der ikke var meteoritstøv, vulkansk støv eller ørkenstøv til stede i regnvandet og at regnvandets farve ikke skyldtes opløste gasser eller forurening. Rapporten foreslår at ugers kraftige forudgående regnbyger kunne have forårsaget en udbredt lavvækst, som har givet ophav til store mængder sporer i atmosfæren. Men der blev ikke fundet nogen mekanisme, som kunne sende de formodede store mængder sporer i vejret og op i skyerne.
Rapportens forfattere har analyseret noget sediment samlet fra den rødfarvede regn ved anvendelse af en kombination af ion-koblet plasma massespektrometri, atomisk absorptionsspektrometri og våde kemiske metoder. De hyppigst forekommende grundstoffer listes til højre.
Forekomsten af aluminium og det meget lave indhold af fosfor er tankevækkende, da aluminium normalt ikke findes i levende celler, hvorimod der normalt er 3% fosfor i tørrede biologiske celler.

## Konventionelle teorier
I historiske optegnelser er der mange hændelser, hvor usædvanlige objekter falder sammen ned regn — i 2000 regnede det f.eks. med fisk i Great Yarmouth i England. Farvet regn er ikke sjældent og kan ofte forklares ved transport af ørkenstøv fra ørkenområder som så regnes ned.
Til at begynde med formodede man at Keralas røde regn skyldtes samme effekt; med støv fra den arabiske ørken. LIDAR-observationer havde detekteret en sky af støv i atmosfæren nær Kerala i dagene forud for den farvede regn. Men hypotesen kunne ikke forklare visse aspekter af den røde regn som f.eks. den pludselige begyndelse og gradvise aftagen over 2 måneder, og at den var lokaliseret til Kerala selvom atmosfæriske betingelser burde have givet farvet regn i nabostater.
En anden teori er at regnen indeholdt flagermuseblod. Dette skulle have være sket ved at en stor flok flagermus var blevet slået ihjel af måske en meteor. Men imod denne hypotese taler at der ikke er blevet fundet flagermusvinger eller andre flagermusdele. Desuden vil røde blodlegemer hurtigt gå i opløsning pga. osmose og der er ingen beviser på dette. I øvrigt skulle det have været en anseelig mængde flagermus for at kunne dække en indisk provins.
Mere plausibelt foreslås det at det var kemisk affald fra industriområdet Eloor. Den kemiske sammensætning af regnpartiklernes kan sammenlignes med brændt organisk materiale med ler; partikelnedfaldsmønsteret passer med de forherskende vinde.

## Ikke-jordisk hypotese
| Grundstof | Vægt % | Atomisk(?) % | Standarder |
| --------- | ------ | ------------ | ---------- |
| carbon    | 49,53  | 57,83        | CaCO3      |
| oxygen    | 45,42  | 39,82        | Kvarts     |
| natrium   | 0,69   | 0,42         | Albite     |
| aluminium | 0,41   | 0,21         | Al2O3      |
| silicium  | 2,85   | 1,42         | Kvarts     |
| klor      | 0,12   | 0,05         | KCl        |
| jern      | 0,97   | 0,24         | Fe         |

En anden hypotese blev foreslået i 2003 af Godfrey Louis og A. Santhosh Kumar, 2 videnskabsfolk ved Mahatma Gandhi University i Kottayam, Kerala. På baggrund af indsamlet regnvand fra flere steder, hævder Louis og Kumar at de røde partikler ikke ligner støv, men derimod biologiske celler. Kemiske analyser indikerer at de består af organisk materiale, og de foreslår at partiklerne måske er ikke-jordiske mikrober.
Louis og Kumars analyser fandt at de røde partikler typisk var 4–10 µm; med rund eller oval form og at de lignede encellede organismer. I middel indeholdt 1 milliliter regnvand 9 millioner røde partikler og partiklernes vægt for hver liter regnvand var omkring 100 milligram. Ved at ekstrapolere disse tal til al farvet regn der faldt, estimerer Louis og Kumar at den totale mængde røde partikler, der faldt over Kerala, til at være 50 ton.
Analyser med energidispersiv røntgenspektroskopi (EDS) viser at partiklerne mest består af carbon og oxygen, med spor af silicium og jern (se tabel).
En CHN-analyzer viser 43,03% carbon, 4,43% hydrogen og 1,84% nitrogen.
Louis og Kumar foretog undersøgelser med ethidiumbromid for at se om der fandtes DNA eller RNA i de røde partikler, men fandt ingen. Deres resultater er blevet publiseret i tidsskriftet Astrophysics and Space Science.
Yderligere undersøgelser af partiklerne blev udført ved Sheffield University af Milton Wainwright, som har studeret stratosfæriske sporer. I marts 2006 sagde han at partiklerne i fremtoning lignede rust fungus-sporer, senere sagde han at han havde bekræftet deres ligheder med sporer og alger, og fandt ingen bevis på at regnen indeholdt støv, sand, fedtkugler eller blod. Han sagde også at, “There appears to be an increasing tendency among scientists to come up with wild explanations when asked by the press to comment on unusual, novel phenomena. A good example is provided by comments about the recent Indian red rain phenomenon”.
En prøve af den farvede regn blev også sendt til Cardiff University for at få den analyseret af panspermia-fortaleren Chandra Wickramasinghe. Wickramasinghe har rapporteret – citat: “work in progress has yeilded [sic] positive for DNA”.
Ifølge Dr Louis kan de røde partikler formere sig ved 300 °C, hvilket intet hidtil kendt jordisk liv kan.
Desuden har Cardiff Centre for Astrobiology fundet interne strukturer i partiklerne og indikering på en formeringscykel.

### Mulig komet-oprindelse
Nogle få timer før den første forekomst af rødfarvet regn blev et lydbrag fulgt af et lysglimt rapporteret af Changanasserry-indbyggere, i Kottayam distriktet. Louis og Kumar formoder at dette blev forårsaget af en opløsning en mindre komet der kom ind i jordens atmosfære, og at denne komet indeholdt store mængder af de røde partikler. Observationer viste at 85 % af de røde partikler faldt indenfor de første 10 dage efter 25. juli og Louis og Kumar foreslår derfor, at dette er konsistent med de neddryssende røde partikler frigjort i den øvre atmosfære ved kometopbrud. De tidlige spekulationer fra videnskabsfolk i Thiruvananthapuram var, at de røde partikler kunne være støv fra en komet, men efterfølgende forskning fandt at de var Trentepohlia-algesporer.
Louis og Kumar foreslog ydermere at partiklerne er celler, og at de dermed repræsenterer bevis på ikke-jordisk liv. Hvis partiklerne er biologiske og de kom fra en komet ville de være det første bevis for panspermia. Fred Hoyle og Chandra Wickramasinghe har været fortalere for teorien, men denne teori er blevet forkastet af de fleste videnskabsfolk.